# Pyrrole
Ne doit pas être confondu avec Pyrole.
Cet article concerne la molécule d'azole/pyrrole. Pour la famille de composés dérivés, voir Azole.
Le pyrrole ou azole, de formule brute C4H5N, est un composé hétérocyclique simple et fondamental de la classe des métalloles, constitué d'un cycle aromatique de 5 atomes dont un atome d'azote. Le pyrrole est un composé aromatique qui possède une réactivité différente du benzène. Il est utilisé en tant que réactif ou précurseur en chimie organique.
Il fut découvert par Runge dans les huiles empyreumatiques issues de la distillation sèche des os. On peut aussi l'extraire de l'huile animale de Dippel.

## Biochimie du noyau pyrrole
Les pyrroles sont les composés les plus importants parmi ceux possédant un cycle aromatique. Ils entrent dans la structure des porphyrines telles que l'hème, des chlorines telles que la chlorophylle et du noyau corrine de la vitamine B12.

## Aromaticité
Le pyrrole est un composé aromatique qui respecte la règle de Hückel. Les électrons délocalisés sont ceux des deux double liaisons ainsi que les deux électrons du doublet libre de l'azote, soit six électrons en tout. Chaque carbone apporte un de ses électrons pi dans la délocalisation et l’azote apporte deux électrons. Les carbones sont hybridés sp². Le pyrrole possède une énergie de résonance de 100 kJ par mole. Cette énergie est inférieure à celle du benzène et du thiophène, mais supérieure à celle du furane. Le pyrrole est un composé moins aromatique que le benzène et le thiophène mais plus aromatique que le furane.

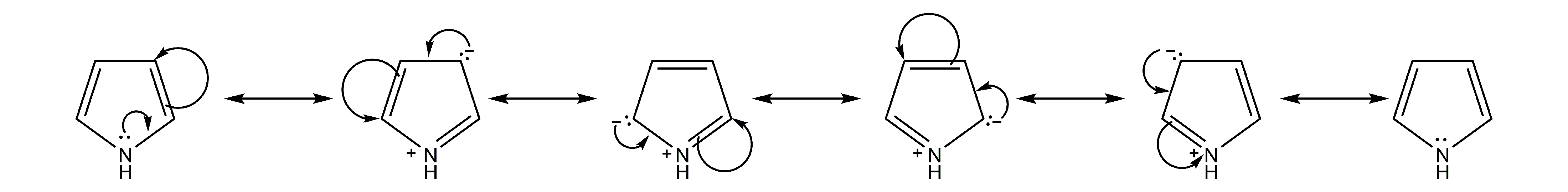
Formes mésomères du pyrrole